# Real Sociedad Económica Matritense de Amigos del País
La Real Sociedad Económica Matritense de Amigos del País és una institució filantròpica de la Il·lustració creada pel rei d'Espanya Carles III en 1775 a Madrid.

## Història
Va constituir una iniciativa directa de Pedro Rodríguez de Campomanes, deu anys després de la basca, i va ser encomanada a Vicente Rivas, José Faustino Medina i José Almarza; aviat es va convertir en un model a seguir de política il·lustrada i serà un poderós instrument per transmetre el seu ideari, gràcies al suport que va rebre del monarca. Els seus objectius eren:
Conferir i produir memòries per millorar la indústria popular i els oficis, els secrets de les arts, les màquines per facilitar les maniobres, i auxiliar l'ensenyament. A més l'objecte de l'agricultura i cria de cavalls serà una altra de les seves ocupacions, tractant per menor els rams subalterns relatius a la llaurança, i criança […] En les seves memòries anuals donarà al públic els discursos que vagin treballant els Socis.
Es va aprovar pel llavors fiscal del Consell de Castella Campomanes i es va inaugurar oficialment el 16 de setembre de 1775 a les Cases Consistorials de Madrid; els seus primers Estatuts van ser sancionats per Carles III el 9 de novembre de 1775.
Va tenir també competències en indústria, comerç i patents. Li van encarregar revisar les ordenances dels gremis i els anomenats privilegis de patent (concessió de l'exclusivitat per a la fabricació o comercialització d'un invent per un nombre determinat d'anys). Va comprovar la utilitat de moltes màquines preindustrials, sobretot enginys tèxtils i sistemes aplicats als molins. Va instal·lar el Gabinet de Màquines, col·lecció d'aparells d'utilitat per fabricar manufactures o transformar productes agrícoles. Se li encomanaren també àrees de beneficència i educació, perquè el seu lema era «Socorre enseñando». Va haver-hi un concurs de memòries en 1781 "Sobre el ejercicio discreto de la limosna". Respecte a l'educació, va crear les Escoles Patriòtiques en què s'ensenyava a treballar el lli, el cànem, el cotó i la llana. Va publicar uns extensos toms de Memòries i sota els seus auspicis es va imprimir l'Informe sobre la Ley Agraria de Jovellanos. Es va encarregar de dirigir i administrar nombroses institucions educatives; va gestionar el gabinet de màquines i l'Escola de dibuix i, atempta a l'ensenyament femení, va crear Juntes de Dames d'Honor i Mèrit i va crear una Escola de Taquigrafia i una càtedra d'Economia política, i va sostenir amb els diners dels socis una Escola de Sordmuts; va reimprimir amb notes crítiques i apèndixs l'Agricultura general de l'agrònom Gabriel Alonso de Herrera. Va inaugurar en els seus locals l'escola popular de Vallejo i va crear càtedres de Fisiologia i Patologia vegetal, Economia industrial, Estadística, Paleografia, Sistema mètric i Economia pública; una Escola de Cecs, un Ateneu científic i literari, les Societats Nacional d'Hisenda i de Crèdit públic i, per propagar i millorar l'educació del poble, va fer exposicions públiques i va establir premis a la virtut; va elaborar dictàmens sobre delmes i muntanyes, treballs sobre codi rural, aigües i insulsa; exposicions de vins, flors i fruits, certàmens de mestres i mestres i un periòdic i Memòries premiades sobre diversos assumptes. En 1807 comptava amb 181 socis.' Manuel Godoy va ser el seu director entre 1792 i 1798, i en 1807. A finalitats aquest any va ser reelegit, però va rebutjar el càrrec per les seves múltiples ocupacions i el nomenament va recaure en el duc d'Híjar, sotsdirector en 1807. Des de 1866, quan era director Agustín Pascual González, s'alberga a l'edifici civil més antic de Madrid, l'anomenada Torre de los Lujanes, de mitjan segle xv i on va estar pres Francesc I; allí es guarda una biblioteca de 200.000 volums, alguns d'ells incunables, i una de les millors col·leccions que hi ha sobre economia d'Espanya.
Actualment, existeix una societat que porta el seu mateix nom i es considera la seva hereva; edita la revista Torre de los Lujanes